# Дипалладийпентартуть
Дипалладийпентартуть — бинарное неорганическое соединение, интерметаллид
палладия и ртути
с формулой Hg5Pd2,
кристаллы.

## Получение
- Сплавление стехиометрических количеств чистых веществ:

{\displaystyle {\mathsf {2Pd+5Hg\ {\xrightarrow {238^{o}C}}\ Hg_{5}Pd_{2}}}}

## Физические свойства
Дипалладийпентартуть образует кристаллы
тетрагональной сингонии,
пространственная группа P 4/mbm,
параметры ячейки a = 0,9463 нм, c = 0,3031 нм, Z = 2,
структура типа димарганецпентартути Hg5Mn2
.
Соединение образуется при перитектической реакции при температуре 238 °С.